# Арче
Арче (італ. Arce) — муніципалітет в Італії, у регіоні Лаціо,  провінція Фрозіноне.
Арче розташоване на відстані близько 100 км на схід від Рима, 21 км на схід від Фрозіноне.
Населення — 5782 особи (2014).
Щорічний фестиваль відбувається 29 травня. Покровитель — Sant'Eleuterio di Arce.

## Демографія
Населення за роками:

Станом на 1 січня 2023 року в муніципалітеті офіційно проживав 341 іноземець з 44 країн, серед них 124 громадяни країн Євросоюзу та 15 громадян України.

## Сусідні муніципалітети
- Чепрано
- Кольфеліче
- Фальватерра
- Фонтана-Лірі
- Монте-Сан-Джованні-Кампано
- Рокка-д'Арче
- Сан-Джованні-Інкарико
- Странголагаллі